# Storia di una gabbianella e del gatto che le insegnò a volare
Storia di una gabbianella e del gatto che le insegnò a volare (Historia de una gaviota y del gato que le enseñó a volar) è un romanzo di Luis Sepúlveda pubblicato nel 1996.

## Trama
Uno stormo di gabbiani sta volando nei cieli dell'Europa settentrionale, di ritorno dalla migrazione; tra di loro vi è Kengah, una giovane gabbiana che sta per deporre il suo primo uovo. Lo stormo si tuffa in acqua per mangiare delle aringhe, ma a un certo punto il gabbiano di vedetta impone un decollo d'emergenza a causa di un pericolo; Kengah, rimasta sott'acqua a prendere altri pesci, non sente l'ordine e finisce in mezzo ad una pozza di petrolio, motivo del pericolo, chiamato "peste nera" dai gabbiani.  
Tuffandosi sott'acqua, riesce a pulirsi e a spiccare il volo, fino a raggiungere la città di Amburgo, dove precipita sul balcone di una casa, quella dove abita Zorba, un grosso gatto nero con una piccola macchia bianca sulla gola.
Kengah, stremata, usa le sue ultime forze per deporre l'uovo e chiede a Zorba di farle tre promesse: non mangiare l'uovo, prendersi cura del piccolo che nascerà e insegnargli a volare. Zorba accetta, pur essendo consapevole che si tratta di qualcosa al di là delle sue possibilità; poi si reca dai gatti del porto suoi amici, Segretario e Colonnello, che vivono in un ristorante italiano, e spiega loro quello che gli è successo. I tre si recano da Diderot, gatto intellettuale che vive nel Bazar di Harry (un enorme magazzino gestito da un anziano ex marinaio, che vi ha depositato tutti gli innumerevoli oggetti raccolti in decenni di navigazione, e da un antipatico scimpanzé di nome Mattia) e possiede un'enciclopedia, per chiedergli come ripulire Kengah dal petrolio. 
Dopo aver scoperto che è possibile fare ciò con della benzina, i gatti fanno immergere a Segretario la coda in un barattolo pieno di benzina nelle cantine del ristorante e si recano dalla gabbiana, ma la trovano già morta dopo aver deposto l'uovo. Zorba quindi si occupa di covare l'uovo, rimanendo a casa per molti giorni e nascondendolo, non senza qualche difficoltà, da un signore che quotidianamente si reca a casa sua per occuparsi di lui mentre i suoi padroni sono in vacanza.
Una volta nato il piccolo, che è convinto che Zorba sia sua madre e lo tratta come tale, i gatti decidono di dargli un nome e, per capire se sia un maschio o una femmina, chiedono consiglio a Sopravento, un gatto di mare loro amico molto esperto di cuccioli di tutte le specie, il quale rivela che è una gabbianella; i gatti decidono quindi di battezzarla Fortunata, per il fatto di aver avuto la fortuna di nascere e crescere sotto la loro protezione una volta rimasta orfana. Superando molte difficoltà, Zorba e i suoi amici riescono a far crescere in Fortunata, che si crede e desidera fortemente essere un gatto, il desiderio di volare. 
Dopo vari tentativi andati a vuoto, i gatti si rendono conto che, per insegnarle a volare, devono ricorrere all'aiuto di un umano, cosa che li costringerebbe ad infrangere il tabù che impone ai gatti di non parlare mai con gli umani in lingua umana, in quanto ritengono che la maggior parte degli umani non riuscirebbe ad accettare il fatto che un essere vivente di un'altra specie possa comunicare con loro direttamente. 
Zorba tuttavia capisce che è sufficiente scegliere con cura la persona con cui dialogare, quindi viene autorizzato dagli amici a rivolgersi ad un solo umano, che sceglieranno insieme; dopo aver scartato molte persone di propria conoscenza, Zorba si reca da un poeta, che è il padrone di Bubulina, una meravigliosa gatta bianca e nera della quale tutti i gatti della città sono innamorati. 
Il poeta, leggendo una poesia di Bernardo Atxaga, spiega che i gabbiani sono fortemente attratti dalla pioggia, e che quindi, visto che si sta avvicinando un temporale, quella stessa notte la gabbiana dovrà saltare dal campanile di San Michele, nel quale lui sa come entrare in quanto ci va spesso a fumare e riflettere in solitudine nelle notti di burrasca; quella stessa notte, sotto la pioggia battente, l'uomo accompagna i gatti e la gabbianella in tale luogo.   Fortunata, così, si getta dal campanile e impara finalmente a volare.

## Nel cinema
Dal romanzo è stato direttamente tratto nel 1998 il film d'animazione La gabbianella e il gatto, diretto da Enzo D'Alò.    Lo stesso Sepúlveda, che sapeva parlare correntemente l'italiano, ha partecipato al doppiaggio in tale lingua del film, nel ruolo del poeta.
Ci sono differenze nelle versioni dell'opera:  Colonnello, che nella versione italiana parla in un italiano leggermente contaminato dal dialetto napoletano, nella versione inglese e in quella originale spagnola parla rispettivamente in inglese e in spagnolo con qualche parola in italiano;  il gatto proprietario dell'enciclopedia si chiama Diderot nella versione italiana (in riferimento all'intellettuale francese Denis Diderot, a cui si deve la nascita della prima enciclopedia moderna),  Einstein in quella inglese (in omaggio all'omonimo scienziato) e Sabelotodo (termine spagnolo traducibile come saputello) in quella spagnola.

## Edizioni
- Luis Sepúlveda, Storia di una gabbianella e del gatto che le insegnò a volare, traduzione di Ilide Carmignani, fuori collana, Salani, 1996,  p. 128, ISBN 978-88-7782-512-4.